# Guardia varega

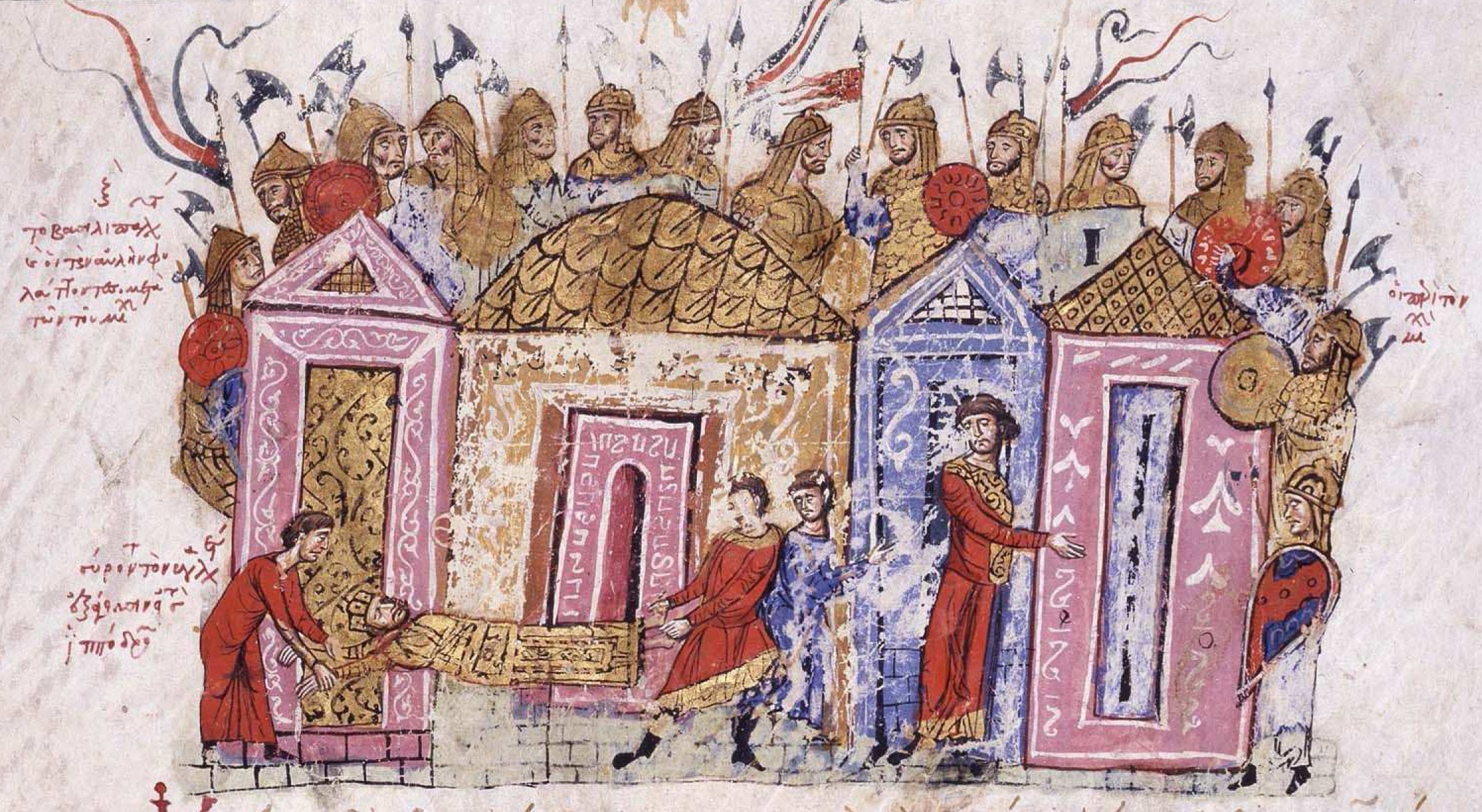
Guardia varega. Ilustración de la crónica de Juan Skylitzes, Skylitzes Matritensis.

La Guardia varega (en griego: Τάγμα των Βαράγγων, Tágma tōn Varángōn) fue una unidad de élite del Imperio Romano de Oriente entre los siglos X y XIV, cuyos miembros servían como la guardia personal de los emperadores romanos. 
De procedencia nórdica, la guardia fue formada por primera vez durante el reinado del emperador Basilio II en 988, tras la cristianización de la Rus de Kiev por el príncipe Vladímir I de Kiev, tras los acuerdos alcanzados entre el príncipe Vladímir I de Kiev y Basilio II de Bizancio. Vladímir, que había usurpado recientemente el poder en Kiev con un ejército formado por soldados varegos, envió 6000 hombres a Basilio como parte de un acuerdo de asistencia militar.
La desconfianza de Basilio en los guardias nativos bizantinos, cuyas lealtades a menudo cambiaban a otros pretendientes al trono, y la probada lealtad de los varegos, muchos de los cuales habían servido en el ejército bizantino con anterioridad, llevaron al emperador a tomar la decisión de emplearlos como guardia personal. A lo largo de los años, reclutas procedentes de Suecia, Dinamarca, Noruega o Islandia mantendrían el carácter predominantemente nórdico de la guardia hasta finales del siglo XI.
De hecho, hubo una emigración tan grande de escandinavos para unirse a la guardia que una ley medieval sueca de Västergötland dispuso la prohibición de que un ciudadano pudiese heredar ningún bien mientras se encontrara en "Grecia" (término escandinavo utilizado para hacer referencia al Imperio bizantino). En el siglo XI había también otras dos cortes europeas reclutando soldados escandinavos: la Rus de Kiev c. 980-1060 y Londres 1018-1066.
Compuesta principalmente de nórdicos durante los primeros 100 años, la guardia fue gradualmente incluyendo reclutas anglosajones que emigraban de las islas británicas tras la invasión y conquista de los normandos. En la época de Alejo I Comneno, a finales del siglo XI, la guardia estaba principalmente compuesta por estos reclutas y por "otros que habían sufrido a manos de los vikingos y de sus primos los normandos". Los anglosajones y otros pueblos germánicos compartían la tradición vikinga de extrema fidelidad (hasta la muerte si fuera necesario), y tras la conquista normanda muchos de ellos habían perdido sus tierras y habían tenido que buscar su subsistencia como mercenarios.
La guardia varega no solo proporcionaba seguridad al emperador, sino que también participó en muchas de las guerras bizantinas, jugando en muchos casos un papel crucial en las batallas, al ser utilizados normalmente en los momentos críticos. A finales del siglo XIII, la guardia varega había sido étnicamente asimilada por los bizantinos, aunque continuó operando hasta mediados del siglo XIV. En 1400 todavía aparecen escritos de personas que se identifican a sí mismas como "varegos" en Constantinopla.

## Creación
Entre la segunda mitad del siglo IX y la primera del X los vikingos fundaron varias colonias a lo largo del río Volga, desde las que organizaron numerosos ataques contra Constantinopla llegando incluso a saquearla en el año 860. Un siglo más tarde, en el año 988, el príncipe (kniaz) Vladimiro I de Kiev, de origen vikingo, se alió con el emperador bizantino Basilio II y, a cambio de la mano de su hermana, le proporcionó un ejército de 6000 hombres, el auténtico embrión de la guardia varega.
Basilio, dada su bien fundada desconfianza hacia la cambiante lealtad de sus guardias nativos, y conociendo la profunda lealtad de los varegos, decidió emplearlos como guardia personal. A esta nueva fuerza se la conoció como la Guardia Varega (en griego Tagma ton Varangion, Τάγμα των Βαραγγίων).
Con un hacha de doble filo como arma principal (años después se adaptaron a la espada), su cometido era lucir uniformes y armas en ceremonias y festejos, además colaborar en la protección de la familia imperial, para luego ser el principal y más importante cuerpo con esta labor.

## Características
El núcleo fundacional de la guardia estaba formado por vikingos varegos, también llamados rus', aunque con el tiempo se incluyó en ella a normandos, sajones, daneses e ingleses y a otros hombres procedentes del norte.
La fuerza la integraban unos 6000 hombres entre los mejores pagados del ejército bizantino y existió durante 300 años.
El más renombrado de todos sus comandantes fue Harald Haardrade, quien conquistó para los bizantinos territorios de África, Asia Menor y Bulgaria (donde fue apodado Boklgara brennir o «devastador de búlgaros»), además de Lombardía (Langbarðaland) y Sicilia. Posteriormente, este comandante regresó a Noruega y se convirtió en Harald III, quien murió tratando de conquistar Inglaterra, en la batalla de Stamford Bridge; con esa derrota terminó prácticamente la Era Vikinga.
Los mercenarios varegos, aparte de proteger al emperador, solían acompañarlo en la guerra. Tenían fama de hombres hábiles y de grandes recursos, excelentes luchadores y, sobre todo, muy leales. Los historiadores bizantinos (especialmente Miguel Psellos) los mencionan como «los portadores de hacha» (pelekuphoroi).